# Литтен (Кубшюц)
Ли́ттен или Ле́тонь (нем. Litten; в.-луж. Lětońо файле) — деревня в Верхней Лужице, Германия. Входит в состав коммуны Кубшюц района Баутцен в земле Саксония. Подчиняется административному округу Дрезден.

## География
На юге от деревни находится аэропорт Flugplatz Bautzen (ICAO-Code EDAB), называемый в просторечии «Литтен».
Соседние населённые пункты: на северо-востоке — деревня Поршицы, на западе — деревня Дельня-Кина (входит в городские границы Баутцена) и на северо-западе — деревня Кракецы.

## История
Впервые упоминается в 1237 году под наименованием Letonin.
До 1934 года была административным центром одноимённой коммуны, с 1934 по 1994 года деревня входила в состав коммуны Пуршвиц. С 1994 года входит в современную коммуну Кубшюц.
В настоящее время деревня входит в состав культурно-территориальной автономии «Лужицкая поселенческая область», на территории которой действуют законодательные акты земель Саксонии и Бранденбурга, содействующие сохранению лужицких языков и культуры лужичан.
Исторические немецкие наименования
- Letonin, 1237
- Leteney, Leteny, 1362
- Letteney, Lettena, 1430
- Littanin, 1519
- Letthen, 1538

## Население
Официальным языком в населённом пункте, помимо немецкого, является также верхнелужицкий язык.
Согласно статистическому сочинению «Dodawki k statisticy a etnografiji łužickich Serbow» Арношта Муки в 1884 году в деревне проживало 92 человека (из них — 88 серболужичан (95 %)).
| 1834 | 1871 | 1890 | 1910 | 1925 |
| ---- | ---- | ---- | ---- | ---- |
| 71   | 96   | 79   | 64   | 70   |

## Достопримечательности
Памятники культуры и истории земли Саксония
- Бывшая усадьба, Litten 6, 1900 год (№ 09251138)

## Известные жители и уроженцы
- Арношт Барт (1870—1956) — серболужицкий политик и общественный деятель